# Maham
Maham ( transcripto también como Mehem o Meham ) es una ciudad de la India en el distrito de Rohtak, estado de Haryana.

## Geografía
Se encuentra a una altitud de 226 m s. n. m. a 244 km de la capital estatal, Chandigarh, en la zona horaria UTC +5:30.

## Demografía
Según estimación 2011 contaba con una población de 20 876 habitantes.